# Mühlberg (Naturschutzgebiet)
Koordinaten: 51° 33′ 30″ N, 10° 45′ 33″ O
Das Naturschutzgebiet Mühlberg liegt im Landkreis Nordhausen in Thüringen. Es erstreckt sich nordwestlich von Niedersachswerfen, einem Ortsteil der Gemeinde Harztor. Nördlich des Gebietes verläuft die Landesstraße L 2073, östlich fließt die Bere und verläuft die B 4, südlich verläuft die L 1037 und fließt die Zorge.

## Bedeutung
Das 61 ha große Gebiet mit der NSG-Nr. 072 wurde im Jahr 1996 unter Naturschutz gestellt.